# Бриндак Олег Борисович
Оле́г Бори́сович Бринда́к (нар. 19 січня 1973) — український політик, кандидат історичних наук, колишній офіцер СБУ. З 4 листопада 2013 року по 27 травня 2014 року виконував обов'язки Одеського міського голови.

## Життєпис
Олег Борисович Бриндак народився 19 січня 1973 року. У 1990 року Олег Борисович поступив на історичний факультет Одеського національного університету імені І. Мечникова, який закінчив 1995 року, отримавши спеціальності «історик» та «викладач історії». До 1998 року Бриндак продовжував навчання в університеті на аспірантурі, по закінченню якого захистив дисертацію та отримав звання кандидата історичних наук.
Згідно офіційної біографії на сайті міськради Одеси, з 1997 р. по 2000 р. проходив службу на посаді офіцера, старшого офіцера Управління Служби безпеки України (СБУ) в Одеській області. 
З 2000 року по 2007 рік Олег Борисович працював головою Центру політичних досліджень ООО «Інститут регіональних проблем». У березні 2006 року на парламентських виборах того ж року Бриндак, як член республіканської партії України, був кандидатом у народні депутати України від опозиційного блоку «Не так!», № 350 у списку. По завершенні Бриндак перейшов працювати в «Інститут регіональних досліджень» аж до 2010 року.

Після місцевих виборів в Україні 2010 року Бриндак був обраний депутатом в Одеську міську раду від «Партії Регіонів», 6 листопада він був обраний на посаду секретаря. Після на тих же виборах посаду міського голови зайняв Олексій Костусєв. 31 жовтня 2013 року Олексій Олексійович склав повноваження міського голови З 4 листопада 2013 року Бриндак став виконуючим обов'язків Одеського міського голови до обрання нового мера.
З листопада 2015 р. по грудень 2020 р. — депутат Одеської міської ради VII скликання, радник Одеського міського голови.
З грудня 2020 року — депутат Одеської міської ради VIII скликання, в.о. заступника міського голови — керуючого справами виконавчого комітету Одеської міської ради.
У 2023 році мобілізувався до лав ЗСУ.